# Julien Pestel
Julien Pestel est un acteur, scénariste et réalisateur français né le 1er janvier 1988 à Cahors.

## Biographie
Julien Pestel naît le 1er janvier 1988 à Cahors. Il passe sa scolarité à Cahors, et y découvre le théâtre.
De 2009 à 2010, en parallèle de ses études à Limoges, il anime une chronique hebdomadaire dans l'émission C'est mieux le Matin sur l'antenne de France 3 Limousin Poitou-Charentes.
Arrivé à Paris en 2010, il fait rapidement la connaissance de Grégoire Ludig et David Marsais, duo comique du Palmashow et devient dès lors un second rôle récurrent de leurs programmes. Parallèlement, il continue de fréquenter Limoges et d'y réaliser plusieurs vidéos humoristiques et parodiques, qui rencontrent un certain succès local, comme Bref, j'suis allé à Limoges ou OSS187, Limoges ne répond plus. Julien Pestel apparait régulièrement pour des productions des collectifs Studio Bagel et Golden Moustache mais aussi dans des programmes courts, séries et téléfilms pour Canal+, M6 et France Télévisions. Visage connu et reconnu du web et du petit écran, on le voit notamment de 2013 à 2014 au casting de la série Pendant ce temps, nouveau programme court du Grand Journal de Canal+.
Il décroche son premier rôle au cinéma en 2016 avec La Folle Histoire de Max et Léon de Jonathan Barré, premier long-métrage de ses compères du Palmashow où il incarne l'odieux adjudant Pichon.
De 2016 à 2018, il propose régulièrement des sketchs et courts-métrages originaux sur une chaîne YouTube à son nom, soutenue par le CNC Talents, commission du Centre national du cinéma et de l'image animée spécialisée dans les formats web. En 2020, il crée le programme Creustel avec sa compagne Marion Creusvaux. Ils se font connaître du grand public grâce à leurs parodies de films culte publiées lors des confinements dus à l'épidémie de Covid-19. Le 25 novembre 2020, à l'occasion de la journée internationale pour l'élimination de la violence à l'égard des femmes, il met en ligne le court-métrage Derrière la Porte, son premier film en tant que réalisateur.
À partir de 2022, dès le lancement de la série quotidienne Comme des gosses, il y incarne le directeur d'une école primaire, un directeur puéril et gaffeur, aux côtés entre autres de Doully et Antonia de Rendinger.

## Filmographie

### Cinéma

#### Longs métrages
- 2016 : La Folle Histoire de Max et Léon de Jonathan Barré : Lieutenant Pichon
- 2021 : Flashback de Caroline Vigneaux : Bertrand
- 2022 : Les Vedettes de Jonathan Barré : Blaise Petit
- 2022 : Les Femmes du square de Julien Rambaldi : Le stadier
- 2023 : Bonne conduite de Jonathan Barré : Dr Godeau
- 2023 : 38°5 quai des Orfèvres de Benjamin Lehrer : Henri le cerf
- 2023 : Chasse gardée de Frédéric Forestier et Antonin Fourlon : Benjamin
- 2024 : Cocorico de Julien Hervé : François Martin
- 2024 : Nous les Leroy de Florent Bernard : Le GPS raciste (voix)
- 2024 : Super Papa de Léa Lando : Etienne
- 2025 : Avec ou sans enfants ? d'Elsa Blayau : Swann
- 2025 : Anges & Cie  de Vladimir Rodionov : Paul
- 2025 : Y'a pas de réseau d'Édouard Pluvieux : Serge

#### Courts métrages
- 2011 : Ranucci de Maxime J. Richard et Pierre J. Secondi : Le narrateur (voix)
- 2012 : Cacahuète ! de Maxime J. Richard et Pierre J. Secondi : Laurent
- 2013 : Le vivant-mort de Maxime Ropars : Un policier
- 2013 : La rencontre de Maxime J. Richard et Pierre J. Secondi
- 2014 : L'heure de colle de Maxime J. Richard et Pierre J. Secondi
- 2015 : Technophobe de Théodore Bonnet et Cyprien Iov : Le journaliste
- 2015 : AL de Maxime J. Richard et Pierre J. Secondi : Ulysse Saladin / Alzheimer
- 2015 : Je suis une calliphoridae de Johan Amselem
- 2015 : Je suis un monde terne de Johan Amselem et Chloé Taieb
- 2016 : Et Bonne Année ! de Ludovik et Jérémy Strohm
- 2016 : The Big Night de Pierre Secondi
- 2017 : A Strange Harvest de Pierre Secondi et Alexandre Attal
- 2017 : Switch ! de Maxime J. Richard et Pierre J. Secondi
- 2017 : En petit comité de Maxime J. Richard et Pierre J. Secondi
- 2018 : Dark Stories de François Descraques et Guillaume Lubrano : Fabrice
- 2018 : 5 minutes d'attente de Valentin Roche : David
- 2018 : Le Grand Georges de Maxime J. Richard et Pierre J. Secondi : Le magicien
- 2019 : Mon héritage de Julien Carpentier
- 2020 : Derrière la porte de lui-même : Lukas
- 2020 : La tirailleuse sénégalaise de Laurent Firode : Julien
- 2021 : Promo 2000 de Paul Lapierre : Dan
- 2021 : Le Fichier Warziniek de Pierre J. Secondi : Paul Warziniek

### Télévision

#### Séries télévisées
- 2012 : Un village français : Un déporté juif
- 2012 : Bref : Belphégor
- 2013 : Nos chers voisins
- 2014 - 2015 : Ma pire angoisse : Frédo
- 2015 - 2018 : Scènes de ménages
- 2016 : WorkinGirls : Jean Dujardin
- 2017 : Calls : Manu (voix)
- 2017 : What the Fuck France
- 2019 : Baron noir : Un homme
- 2019 : Craignos : Le directeur de la banque
- 2020 : Derby Girl : Christopher, le manager
- 2022 : Comme des gosses : Jean-Yves Bresson
- 2022 : Toutouyoutou : Le commentateur rugby (voix)
- 2023 : Les Petits Meurtres d'Agatha Christie : Jean-Luc Bossuet
- 2023 : Lupin : Arnold de Garmeaux, un journaliste
- 2025 : Flashback de Vincent Jamain et Stephen Cafiero : Benoît

#### Téléfilms
- 2018 : Mystère à Paris de Renaud Bertrand : Nicolas Beaulieu
- 2019 : Connexion intime de Renaud Bertrand : Nicolas
- 2020 : Couronnes de Julien Carpentier : Bernier
- 2024 : L'Incroyable Embouteillage 2 : Vive les mariés ! de David Charhon : Alexandre

#### Émissions de télévisions
- 2012 - 2013 : Palmashow, l'émission de Jonathan Barré
- 2014 : La Folle Soirée du Palmashow 1 de Jonathan Barré
- 2015 : La Folle Soirée du Palmashow 2 de Jonathan Barré
- 2015 : Le Dézapping du Before de Baptiste Magontier
- 2016 : La Folle Soirée du Palmashow 3 de Jonathan Barré
- 2017 : L'Émission d'Antoine d'Antoine de Caunes
- 2017 : Cannes Off de Jonathan Barré
- 2019 : Ce soir, c'est Palmashow 1 de Jonathan Barré

### Web
- 2011 - 2012 : Very Bad Blagues : Plusieurs personnages
- 2012 : Jogging Chaussettes
- 2013 - 2014 : Roll Shaker : Le Loup / Le Glaude / Lone Ranger / Jean-Claude / Hannibal
- 2013 - 2017 : Golden Moustache : Barry Allen / The Flash / Baptiste
- 2014 / 2016 : Studio Bagel : Jean-Marc
- 2015 : CanalBis
- 2016 : Le Tour du Bagel
- 2017 : Les Potos
- 2017 : Parlons peu... Parlons cul : Le meilleur ami
- 2017 : The Cell :  Jean Pierre
- 2018 : Les Emmerdeurs : Julot
- 2018 : Love in Translation : Julien
- 2018 : Springdale : Kevin
- 2018 - 2019 : Preview : David
- 2018 - 2020 : Groom : Lionel Jobert
- 2019 : Le Bon Numéro
- 2020 : Creustel

### Scénariste
- 2013 : Roll Shaker de Pierre Secondi, Maxime Richard et lui-même (web-série)
- 2013 - 2014 : Pendant ce temps de Vladimir Rodionov, Jonathan Barré et Tom Dingler (web-série)
- 2016 : Le film de genres de Pierre Secondi et lui-même (sketch)
- 2016 : The Big Night de Pierre Secondi (court métrage)
- 2017 : A Strange Harvest de Pierre Secondi et Alexandre Attal (court métrage)
- 2017 : En petit comité de Maxime J. Richard et Pierre J. Secondi (court métrage)
- 2017 : AL de Maxime J. Richard et Pierre J. Secondi (court-métrage)
- 2017 : Switch ! de Maxime J. Richard et Pierre J. Secondi (court métrage)
- 2018 : Antidote de Maxime J. Richard et Pierre J. Secondi (court métrage)
- 2018 : Le Grand Georges de Maxime J. Richard et Pierre J. Secondi (court métrage)
- 2018 : Food Party (chanson, co-parolier avec Marion Creusvaux)
- 2018 : L'Entretien de Pierre Secondi (sketch)
- 2018 : 5 minutes d'attente de Valentin Roche (court métrage)
- 2018 : Monsieur Michel de Pierre Secondi (sketch)
- 2020 : Creustel (série de détournements co-écrits avec Marion Creusvaux)
- 2020 : Derrière la porte (court-métrage)

### Réalisateur
- 2020 : Derrière la porte